# Hausaufgaben in Deutschland
Schulische Hausaufgaben in Deutschland regeln die Schulgesetze der Bundesländer. In einem Teil der Bundesländer sieht das Schulrecht keine landesweit einheitlichen Vorschriften vor, sondern überlässt die Regelung der Hausaufgaben oder einen Teil davon den Schulkonferenzen der individuellen Schulen.

## Geschichte
Hausaufgaben lassen sich in deutschen Schulordnungen vereinzelt bereits im 15. Jahrhundert nachweisen. Im Jahr 1829 legte Preußen erstmals Obergrenzen fest.
Im Jahr 1982 verurteilte Der Spiegel in einer Titelgeschichte die Praxis des Umgangs mit Hausaufgaben in der damaligen Bundesrepublik Deutschland. Von Lehrern würden regelmäßig viele und umfangreiche Hausaufgaben erteilt, die einerseits oft im Vergleich zu dem im Unterricht Erarbeiteten keine neuen Anforderungen enthielten (sondern stattdessen gleichförmige Wiederholungsübungen zur „Festigung“ des Gelernten), andererseits aber auch Kompetenzen vorwegnähmen, die erst nach den anschließenden Unterrichtsstunden von den Schülern erwartet werden könnten. Über diese verfügten auch Eltern oft nicht. Die Bearbeitung der Hausaufgaben dauere lange, auch bedingt durch strenge Erwartungen von Eltern. Trotzdem hätten Schüler, die solche Anforderungen hätten erfüllen müssen, in der Regel nicht über mehr Kompetenzen verfügt als Schüler, denen keine oder nur wenige Hausaufgaben erteilt worden seien. Klagen darüber, dass sie übermäßig vom Staat als „Hilfslehrer“ missbraucht würden, habe es 1982 kaum gegeben. Im Gegenteil seien es damals vor allem die Eltern gewesen, die auf umfangreiche Hausaufgaben Wert gelegt hätten. Das Magazin Der Spiegel plädierte 1982 dafür, dass ein flächendeckendes System von Ganztagsschulen in Deutschland eingeführt werden müsse, in dem Hausaufgaben vollständig durch in der Schule zu erledigende Aufgaben ersetzt werden müssten. Nach Schulschluss hätten dann Schüler keine von der Schule auferlegten Pflichten mehr zu erfüllen. 2015 spitzte Der Spiegel seine Kritik zu der These zu: „Pädagogisch sinnlos, sozial ungerecht und ein Ärgernis: Hausaufgaben müssen abgeschafft werden.“

## Zweck der Hausaufgaben
Einige deutsche Bundesländer haben den Zweck der Hausaufgaben in ihren Schulgesetzen festgeschrieben:
Baden-Württemberg„Hausaufgaben sind zur Festigung der im Unterricht vermittelten Kenntnisse, zur Übung, Vertiefung und Anwendung der vom Schüler erworbenen Fähigkeiten und Fertigkeiten sowie zur Förderung des selbständigen und eigenverantwortlichen Arbeitens erforderlich.“
Bayern„Um den Lehrstoff einzuüben und die Schülerinnen und Schüler zu eigener Tätigkeit anzuregen, werden Hausaufgaben gestellt [...].“
Brandenburg„Hausaufgaben ergänzen die schulische Arbeit im erforderlichen Umfang. Sie dienen der Festigung und Vertiefung des im Unterricht Erarbeiteten sowie der Vorbereitung auf die Arbeit in den folgenden Unterrichtsstunden. Sie sollen zu selbständigem Arbeiten hinführen und befähigen.“
Hessen„Das Schwergewicht der Arbeit der Schule liegt im Unterricht. Hausaufgaben ergänzen die Unterrichtsarbeit durch Verarbeitung und Vertiefung von Einsichten und durch Anwendung von Kenntnissen und Fertigkeiten. Sie können auch zur Vorbereitung neuer Unterrichtsstoffe dienen, sofern die altersgemäßen Voraussetzungen und Befähigungen der Schülerinnen und Schüler dies zulassen.“
Rheinland-Pfalz„Hausaufgaben dienen der Nach- und Vorbereitung des Unterrichts und unterstützen den Lernprozess der Schülerinnen und Schüler. Sie geben Rückmeldung über den erreichten Leistungsstand.“
Sachsen-Anhalt„1.1. Hausaufgaben stehen in engem Zusammenhang mit dem Unterricht. Sie dienen in erster Linie der Sicherung und Festigung des im Unterricht erarbeiteten Stoffes und der Übung erlernter Techniken zur Lösung unterschiedlicher Aufgaben. Sie sollen neue Arbeitsschritte und Inhalte vorbereiten, bei den Schülerinnen und Schülern das Interesse am Fach fördern und sie über den Unterricht hinaus Kenntnisse und Einsichten gewinnen lassen.
1.2. Hausaufgaben sollen den Schülerinnen und Schülern Gelegenheit geben, unter Anwendung des erworbenen Wissens und der erlernten methodischen Fähigkeiten Lernvorgänge zunehmend selbständig zu organisieren und dabei Arbeitstechniken und Arbeitsmittel selbständig zu wählen und einzusetzen. Sie sollen dazu auch ermöglichen, selbständig an der Lösung begrenzt neuer Problem- und Aufgabenstellungen zu arbeiten.
1.3. Hausaufgaben setzen die in der Schule begonnenen Lernprozesse zu Hause fort oder bereiten geplante Unterrichtsvorhaben so vor, dass die Ergebnisse als von der Lehrkraft eingeplante Bausteine Bestandteil der kommenden Unterrichtsstunden (Unterrichtseinheit) sind. Deshalb muss der Zusammenhang zwischen Unterricht und Hausaufgabe für die Schülerinnen und Schüler in jedem Einzelfall erkennbar sein. Hausaufgaben sind nicht als Ersatz für entfallenen Unterricht oder als Disziplinierungsmittel einzusetzen.“
Schleswig-Holstein„Die Schülerin und der Schüler haben im Unterricht mitzuarbeiten, die erforderlichen Arbeiten anzufertigen und die Hausaufgaben zu erledigen.“
Thüringen„Um Unterrichtsinhalte zu vertiefen und Kompetenzen selbstständig zu entwickeln, werden Hausaufgaben gestellt, die dem Prinzip der individuellen Förderung entsprechen.“

## Hausaufgabenmenge

### Rechtliche Situation
Entsprechend der in Art. 30 des Grundgesetzes geregelten Kulturhoheit der Länder liegt die Zuständigkeit für das Schulwesen und damit auch für Vorgaben zur Gestaltung der Hausaufgaben bei den Ländern.
Diese haben durch Schulgesetze oder untergesetzliche Regelungswerke (meist durch Erlasse oder Verordnungen) häufig verbindliche Regelungen über die zulässige Dauer und Gestaltung von Hausaufgaben geschaffen.
| Bundesland             | Klassenstufen | Klassenstufen | Klassenstufen | Klassenstufen | Klassenstufen | Klassenstufen | Klassenstufen | Klassenstufen | Klassenstufen | Klassenstufen | Weitere Regelungen, Quellen |
| Bundesland             | 1             | 2             | 3             | 4             | 5             | 6             | 7             | 8             | 9             | 10            | Weitere Regelungen, Quellen |
| ---------------------- | ------------- | ------------- | ------------- | ------------- | ------------- | ------------- | ------------- | ------------- | ------------- | ------------- | --- |
| Baden-Württemberg      |               |               |               |               |               |               |               |               |               |               | In den Klassenstufen 5–10 an Schultagen mit verpflichtendem Nachmittagsunterricht keine schriftlichen Hausaufgaben zum folgenden Tag. Die weiteren Einzelheiten für die Hausaufgaben regelt die Gesamtlehrerkonferenz mit Zustimmung der Schulkonferenz. |
| Bayern                 | 60            | 60            | 60            | 60            |               |               |               |               |               |               | An Tagen mit verpflichtendem Nachmittagsunterricht dürfen an Grundschulen ohne Absprache mit dem Elternbeirat gar keine Hausaufgaben erteilt werden. Generell keine Hausaufgaben an Sonntagen, Feiertagen und in den Ferien. |
| Berlin                 |               |               |               |               |               |               |               |               |               |               | Grundsätze über den Umfang und die Verteilung der Hausaufgaben werden von der Schulkonferenz beschlossen. |
| Brandenburg            | 30            | 30            | 45            | 45            | 60            | 60            | 90            | 90            | 90            | 90            | An Tagen mit verpflichtendem Nachmittagsunterricht keine Hausaufgaben zum folgenden Tag. Keine Hausaufgaben von einem Unterrichtstag zum folgenden Unterrichtstag, wenn unterrichtsfreie Tage dazwischen liegen (also auch nicht von Freitag oder Sonnabend zu Montag). Keine Hausaufgaben über die Ferien.                                                                                            |
| Bremen                 |               |               |               |               |               |               |               |               |               |               | Über Umfang und Verteilung der Hausaufgaben berät die Klassenkonferenz. |
| Hamburg                |               |               |               |               |               |               |               |               |               |               | Die Grundsätze für den Umfang und die Verteilung der Hausaufgaben werden von der Schulkonferenz innerhalb der individuellen Schulen beschlossen. |
| Hessen                 |               |               |               |               |               |               |               |               |               |               | An Freitagen mit verpflichtendem Nachmittagsunterricht sowie an Sonnabenden generell keine Hausaufgaben zum Montag. In Grundschule und Sekundarstufe I an Tagen mit verpflichtendem Nachmittagsunterricht keine Hausaufgaben zum folgenden Tag. Keine Hausaufgaben in den Ferien. Weitere Grundsätze für Hausaufgaben werden von der Schulkonferenz im Rahmen eines schuleigenen Konzepts beschlossen. |
| Mecklenburg-Vorpommern |               |               |               |               |               |               |               |               |               |               | Grundsätze für Umfang und Verteilung der Hausaufgaben werden von der Schulkonferenz festgelegt. |
| Niedersachsen          | 30            | 30            | 30            | 30            | 60            | 60            | 60            | 60            | 60            | 60            | Grundsätze für Hausaufgaben und deren Koordinierung werden in der Gesamtkonferenz festgelegt. |
| Nordrhein-Westfalen    | 30            | 30            | 45            | 45            | 60            | 60            | 60            | 75            | 75            | 75            | In Ganztagsschulen treten in der Sekundarstufe I Lernzeiten an die Stelle der Hausaufgaben. In Vormittagsschulen keine Hausaufgaben an Feiertagen, an Wochenenden und an Tagen mit verpflichtendem Nachmittagsunterricht. Hausaufgaben in den Ferien nur in begründeten Ausnahmefällen. |
| Rheinland-Pfalz        | 30            | 30            | 60            | 60            |               |               |               |               |               |               | In den Grundschulen keine Hausaufgaben an Feiertagen und an den Wochenenden. Generell keine Hausaufgaben vom Sonnabend auf den Montag und in den Ferien. |
| Saarland               |               |               |               |               |               |               |               |               |               |               | Grundsätze für den Umfang der Hausaufgaben werden von der Schulkonferenz beschlossen. |
| Sachsen                |               |               |               |               |               |               |               |               |               |               | |
| Sachsen-Anhalt         | 30            | 30            | 60            | 60            | 90            | 90            | 90            | 120           | 120           | 120           | In der Qualifikationsphase können pro Tag bis zu 180 Minuten Hausaufgaben erteilt werden. Keine Hausaufgaben von einem Unterrichtstag zum folgenden Unterrichtstag, wenn ein Feiertag dazwischen liegt. Keine Hausaufgaben in den Ferien. |
| Schleswig-Holstein     |               |               |               |               |               |               |               |               |               |               | Grundsätze für Hausaufgaben werden im Rahmen der Schulkonferenz beschlossen. |
| Thüringen              | 30            | 30            | 30            | 30            | 120           | 120           | 120           | 120           | 120           | 120           | Keine Hausaufgaben an Sonn- und Feiertagen und in den Ferien. |

### Praxis
Die zeitliche Belastung durch Hausaufgaben wird seit dem Ende des 18. Jahrhunderts diskutiert. Die Einführung des achtjährigen Gymnasiums mit fehlender Umstellung auf einen sinnvollen Ganztagsbetrieb hat die Belastung durch Hausaufgaben ansteigen lassen. Ebenfalls belastend ist, dass die Hausaufgaben meistens während des lern-biologisch ineffektiven Nachmittags erledigt werden.